# Alois Friedrich von Brühl

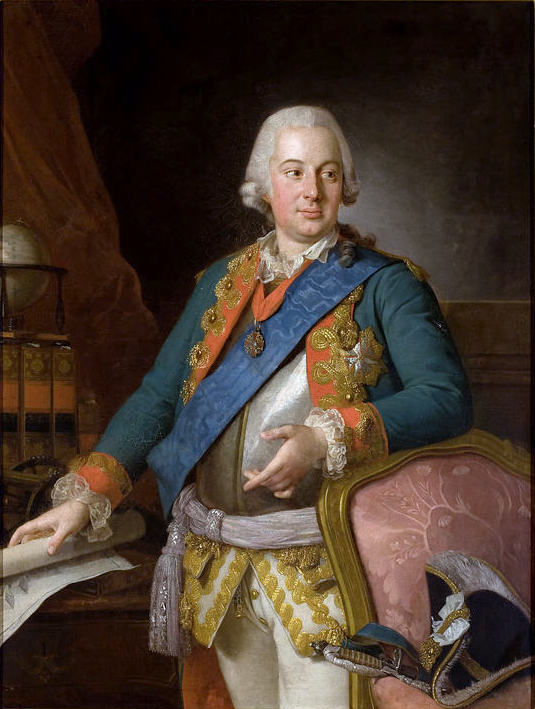
Per Krafft der Ältere: Alois Friedrich von Brühl in Generalsuniform, 1767, Nationalmuseum Warschau.

Alois Friedrich (polnisch Alojzy Fryderyk) Graf von Brühl (* 31. Juli 1739 in Dresden; † 31. Januar 1793 in Berlin) war ein hoher Beamter in Polen und späterer Theaterschriftsteller im Kurfürstentum Sachsen.

## Leben
Er stammte aus dem im 18. Jahrhundert in den Grafenstand erhobenen sächsisch-thüringischen Adelsgeschlecht von Brühl und war der Sohn von Heinrich Graf von Brühl und Maria Anna, geb. Gräfin von Kolowrat-Krakowsky (1717–1762). Um die Macht des Vaters in Polen zu sichern, ließ der seinen Sohn als Kind in den polnischen Adel (Szlachta) aufnehmen. Im Alter von elf Jahren wurde der begabte Alois von Brühl bereits zum Gouverneur (Starost) in Warschau ernannt, später bekleidete er die Position eines königlichen Mundschenks (1761–1763) und Krongeneralfeldzeugmeisters. Von 1763 bis 1788 war er General der Kronartillerie. Der Vater schickte ihn oft auf diplomatische Missionen. Brühl wirkte sehr positiv auf die Entwicklung in Warschau und das Artilleriewesen. Nach dem Tod seines Vaters 1763 verlor er alle seine Staatsämter im Königreich Polen und im Kurfürstentum Sachsen. Die polnischen Ämter erhielt er nach dessen Krönung von Stanislaus II. August Poniatowski teilweise wieder zurück. 1767 gründete er die Freimaurerloge Cnotliwy Sarmata sowie 1774 die Loge Karl zu den drei Helmen. 1776 gründete er eine Artillerieschule in Warschau. Auch war er karitativ tätig. Während seiner Zeit in Warschau hielt er sich meist in seinem nördlich außerhalb der Stadt an der Weichselböschung gelegenen Palais in Młociny (heute im Warschauer Stadtteil Bielany gelegen) auf. 1790 siedelte er von Warschau auf seine Herrschaft Pförten um. Hier widmete er sich verstärkt seiner Leidenschaft, dem Theater. Er schrieb für seine Pförtener Privatbühne zahlreiche Lustspiele, in denen er auch selbst als Schauspieler auftrat.

„Alois Friedrich ..., polnischer Kronfeldzeugmeister, der sich durch Schönheit und Körperkraft wie als Maler, Mathematiker und Dichter auszeichnete“

## Familie
In erster, politisch motivierter Ehe war er mit Marianna Klementyna Potocka, der Tochter des Kiewer Woiwoden Franciszek Salezy Potocki verheiratet. Die Hochzeit fand 1760 auf dem Potocki-Schloss in Krystynopol (heute: Tscherwonohrad) statt. 1780 heiratete er nach dem Tod seiner ersten Frau deren weitläufige Cousine Maria Teresa Potocka und nach deren Tod 1783 Josefa Christiana Anna Gräfin Schaffgotsch. Aus der zweiten Ehe stammte eine Tochter:
Theresa (* 8. November 1784; † 8. März 1844). Sie heiratete am 5. September 1808 den Grafen Franz Anton I. von Thun und Hohenstein (* 3. Oktober 1786; † 18. Januar 1873). Aus der Ehe mit Josefa Schaffgotsch stammte Friedrich August Graf von Brühl (1791–1856).
Józef Ignacy Kraszewski schrieb Anfang der 1880er Jahre einen historischen Roman über Brühl: Der Gouverneur von Warschau.

## Werke
- Theatralische Belustigungen, 5 Bände, 1785–1790
  - 1. Band 1785 (Digitalisat) enthält:
    - Das Findelkind. Ein Lustspiel in fünf Aufzügen
    - Die Brandschatzung. Ein Lustspiel in fünf Aufzügen
    - Das entschlossene Mädchen. Ein Drama in einem Aufzuge

  - 2. Band 1785 (Digitalisat) enthält:
    - Ein jeder reitet sein Steckenpferd. Ein Lustspiel in fünf Aufzügen
    - Das liebliche Kind. Ein Lustspiel in drey Aufzügen, aus dem Délassements d'un homme sensible des Mr. d' Arnaud entliehen
    - Die Rache. Ein Lustspiel in zwey Aufzügen
    - Den ganzen Kram und das Mädchen dazu. Ein Lustspiel in einem Aufzuge

  - 3. Band 1786 (Digitalisat) enthält:
    - Der Bürgermeister. Ein Original-Lustspiel in fünf Aufzügen
    - Der seltsame Spiegel. Ein Lustspiel in einem Aufzuge (Die Veranlassung zu diesem Stücke hat ein Mährchen in der Tausend und eine Nacht gegeben)
    - Bald Klein, bald Groß. Ein Feen-Lustspiel in einem Aufzuge
    - Der eiserne Mann ein Lustspiel in einem Aufzuge

  - 4. Band 1788 (Digitalisat) enthält:
    - Erbschaft, oder das wunderliche Testament. Ein Lustspiel in fünf Aufzügen
    - Erst geprüft! Ein Lustspiel in einem Aufzuge
    - So zieht man dem Betrüger die Larve ab. Ein Lustspiel in fünf Aufzügen

  - 5. Band 1790 (Digitalisat) enthält:
    - Kein Dienst, auch dem Geringsten geleistet, bleibt unbelohnt. Ein Lustspiel in vier Aufzügen
    - Skizze der rauhen Sitten unserer guten Vorältern. Ein Lustspiel in fünf Aufzügen
    - Die würdige Mutter. Ein Lustspiel in fünf Aufzügen
    - Edelmuth stärker, als Liebe. Ein Lustspiel in einem Aufzuge